# Lodovico Domenichi

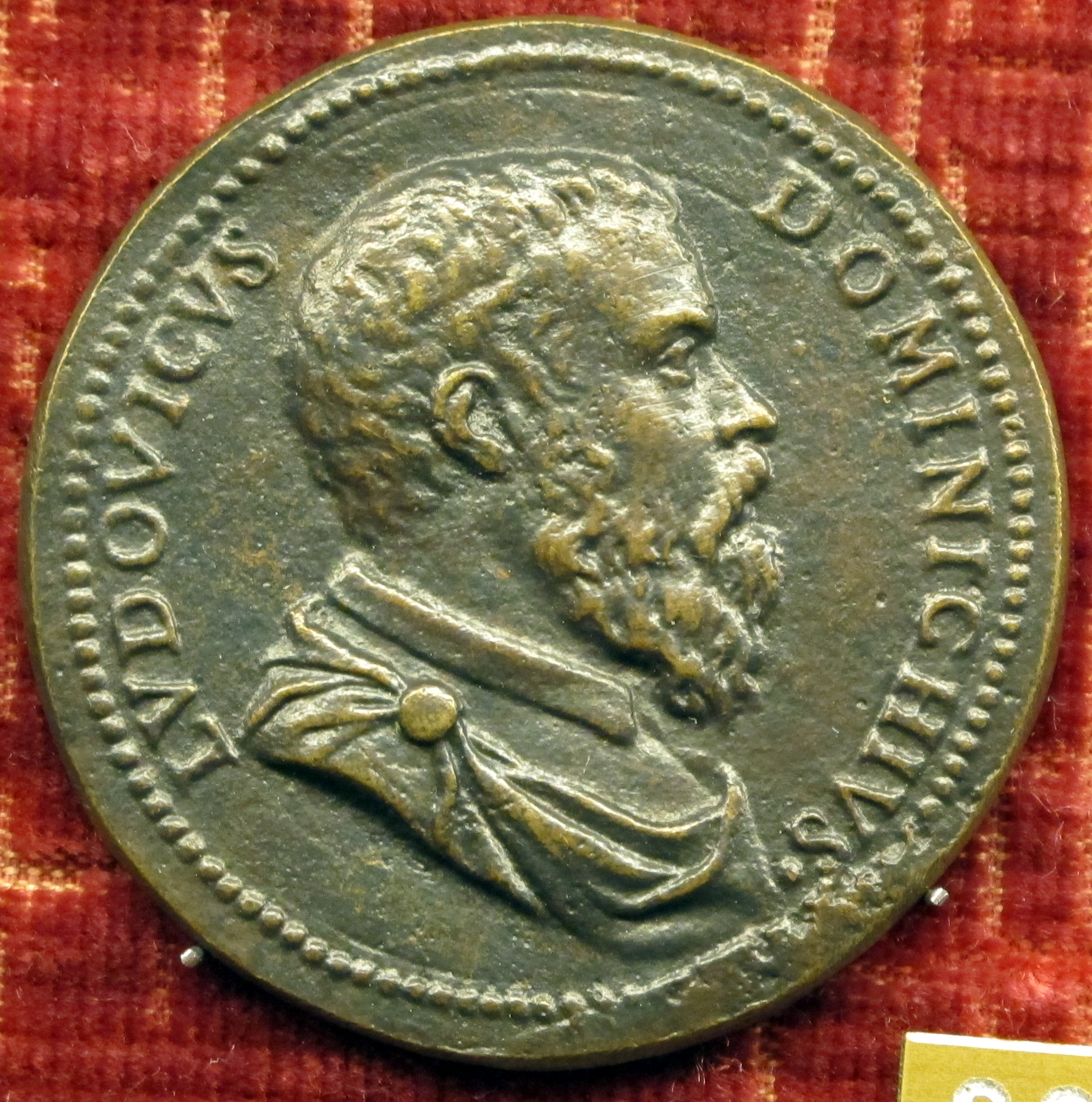
Domenico Poggini, medaglia di Ludovico Domenichi

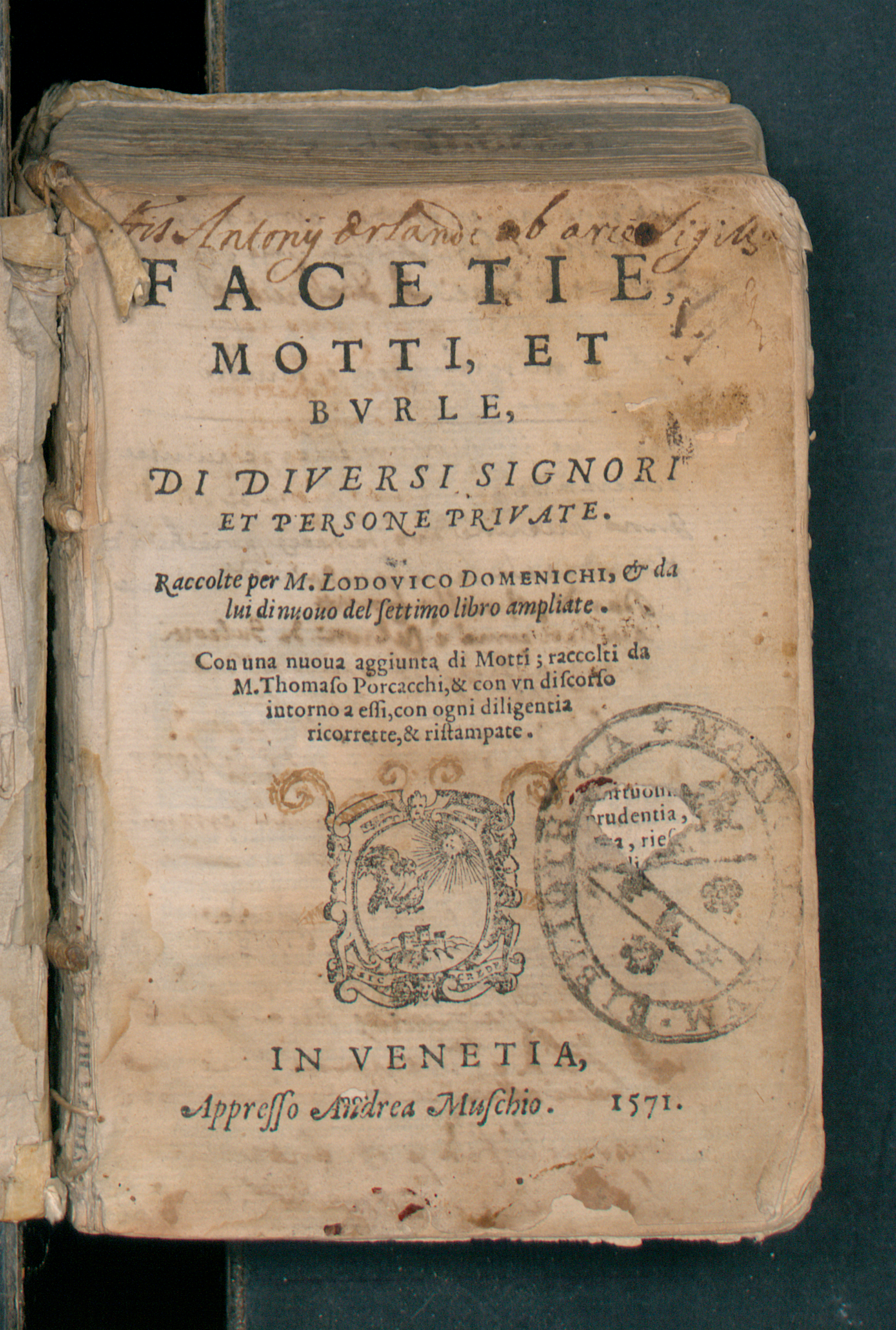
Facetie, Motti, et Burle, di diversi signori et persone private, 1571. Da BEIC, biblioteca digitale

Lodovico Domenichi o Ludovico Domenichi (Piacenza, 1515 – Pisa, 29 agosto 1564) è stato un umanista, traduttore, editore, poligrafo, bibliografo ed erudito italiano.

## Biografia

### Gli anni giovanili a Piacenza

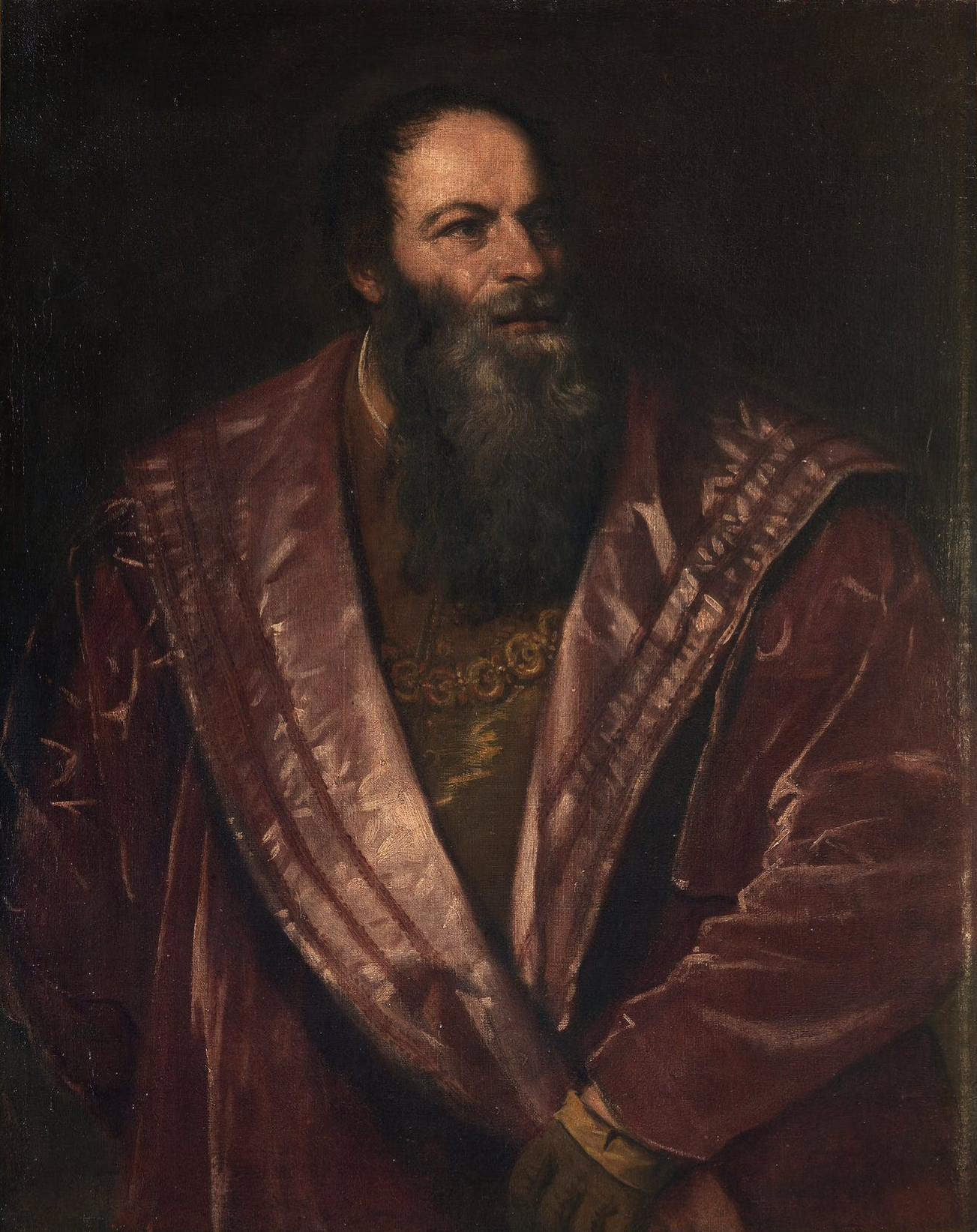
Pietro Aretino ritratto da Tiziano

Lodovico era figlio di Giampietro Domenichi, avvocato e notaio di Piacenza, che vantava titolo nobiliare e ricchezza di terre in provincia, lasciate ai figli dopo una vita lunghissima il 30 dicembre 1556, come il figlio ricorderà nel suo Dialogo della Fortuna: «tanta entrata delle facultà, e possessioni, che forse bastar poteva a riposare, ed attendere a gli studj».
Compiuti a Piacenza i primi corsi di grammatica e di retorica, studiò legge a Pavia, dove ebbe a maestro Andrea Alciato, ma con poca voglia e profitto, sicché il padre lo mandò a Padova, dove finalmente si laureò, così da potersi iscrivere, il 22 agosto del 1539, nel Collegio dei notai e giudici di Piacenza. La professione legale non lo attraeva, preferendo egli frequentare gli ambienti letterari e artistici: «Perdonate il fastidio che vi recano le mie ciancie e imputate la rozzezza di quelle al ruvido e noioso delle leggi: delle quali io, qual io mi sia, son pur professore», scriveva l'8 gennaio 1541 a Pietro Aretino.
Domenichi aveva conosciuto e ammirato a Venezia l'Aretino al punto di gratificarlo dell'appellativo di «divino», e mantenne con lui una continua corrispondenza, inframmezzata da qualche visita. A Piacenza Domenichi divenne membro dell'«Accademia degli Ortolani», come Anton Francesco Doni, altro suo stretto amico di quegli anni: riferisce egli stesso che quell'Accademia «più per burla che per altro fine l'anno 1543 fu da alcuni svegliati intelletti ordinata in Piacenza, la quale Accademia era posta sotto la tutela e protezione del Dio degli Horti», cioè di Priapo, e aveva per motto un equivoco Se l'Humor non vien meno, da cui la fama di scandalo che s'impresse a quel circolo. Tuttavia, sostiene Domenichi, «vi si leggeva Filosofia, Logica, Retorica, Poesia latina e toscana, e vedevansi spesso comparire dottissime fatiche nell'una e nell'altra lingua».
Ogni socio vi assumeva un soprannome - il Porro, il Mentolone, il Cetriolo, il Cocomero, ecc. - e segretario dell'Accademia era il Cipolla, ossia Bartolomeo Gottifredi il quale scrisse L'Amor santo delle Monache, che aveva un'apparenza di trattato ascetico ma era in realtà «opera buffonesca anzi che no, e fors'anche irreligiosa ed empia».
Questo suo appartenere ad accademici che potevano apparivano più scapestrati che letterati, dovette irritare a tal punto il padre che Lodovico, secondo quanto scrive egli stesso in un sonetto e nel Dialogo della Fortuna, abbandonò l'Accademia, la professione legale e la stessa Piacenza per cercare altrove la tranquillità e la libera passione per le lettere negatagli in patria. Ma si disse anche che i motivi che lo spinsero a lasciare Piacenza fossero ben altri e più seri: Alessandro Zilioli scrisse che Domenichi «contratta inimicizia con alcuni de' suoi cittadini per la quale successero varj incontri sinistri a lui e al fratello, furono finalmente costretti amendue ad abbandonar la Patria», mentre Doni, che da amico si era fatto suo fierissimo nemico, racconta di uno scandalo provocato dalla sua relazione con una suora, e l'accusa altresì di essere tra i partecipanti a una congiura contro Ferrante Gonzaga.
In quella lettera riservata Doni definiva Lodovico Domenichi «uno de' grandissimi traditori che vadi per il mondo», che avrebbe tenuto mano con un fuoruscito, come avrebbe dimostrato un sonetto dello stesso Domenichi e il fatto che un suo fratello fu impiccato a Pavia. Doni concludeva ipocritamente, invitando il duca a perdonare Lodovico, essendo «piuttosto appassionato che maligno».

### A Venezia
Si trasferì a Venezia, la capitale dell'editoria italiana e tra le maggiori d'Europa, città che Domenichi salutò con un sonetto:
e dove l'amico Aretino avrebbe potuto introdurlo nei giusti ambienti ove sviluppare le sue capacità di traduttore dal greco e dal latino, cercando nello stesso tempo di poter vedere riconosciuti i propri meriti di autore: il tipografo Gabriel Giolito de' Ferrari, impegnato soprattutto nella pubblicazione di libri in volgare, fece al suo caso, pubblicandogli nel 1544 le sue Rime.

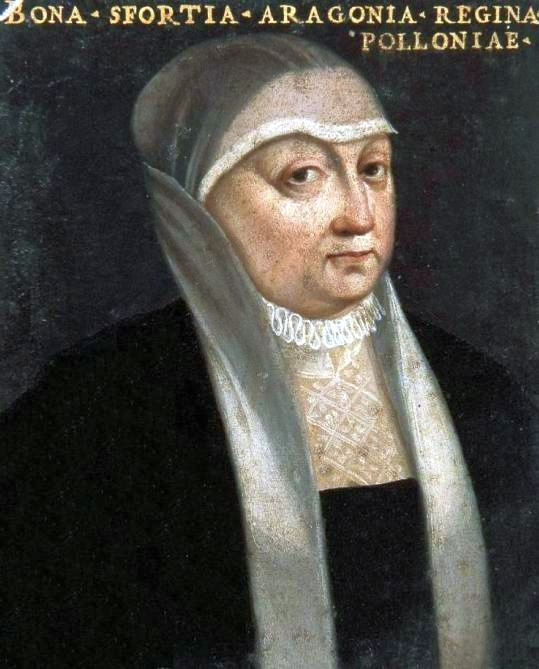
Bona Sforza in una miniatura cinquecentesca

Il libro delle Rime è diviso in tre parti, ciascuno con una lettera di dedica. La prima, datata 16 aprile 1544, è indirizzata alla regina di Polonia Bona Sforza, la seconda è per Isabella Sforza, figlia del signore di Pesaro Giovanni, e la terza è indirizzata a Ippolita Borromeo, moglie del conte Girolamo Anguissola, «Dama nelle umane Lettere molto erudita», dove il Domenichi giustifica la dedica con la comune amicizia che la legava al Doni.
Sono 315 tra sonetti e canzoni di diverso argomento: da quello amoroso al religioso, dal tema politico a quello pastorale, nel rispetto dell'imitazione petrarchesca, dominante per tutto il secolo: del resto, Giolito aveva affidato proprio a Domenichi la cura di una nuova edizione del Canzoniere e dei Trionfi di Petrarca, che vedrà la luce l'anno successivo, insieme con Il Corbaccio o Laberinto d'amore di Boccaccio,
In quell'anno Domenichi tradusse e fece stampare dalla tipografia veneziana Al segno del pozzo un'opera di sant'Agostino, Del bene della Perseveranza, inviandone una copia al modenese Camillo Caula, capitano dell'esercito veneziano, sospettato più volte di eresia, il quale, ringraziandolo, lo esortava ad abbandonare gli «humani e vani studi della poesia» per dedicarsi a quelli ispirati dalla lettura del Vangelo, e un'altra alla ricordata Isabella Sforza, la quale lo ringraziava l'8 agosto della dedica e del libro, scrivendo di augurarsi che «con le sue fatiche si finiranno d'aprire queste finestre che tanto tempo sono state chiuse».
Erano segni, quelli, di un interesse verso l'ambiente culturale, e in particolare religioso eterodosso, che si manifestò nel Domenichi non già con la pubblicazione di propri scritti, ma limitandosi prudentemente a curare edizioni di opere non in linea con il conformismo cattolico e i dettati controriformistici: l'edizione delle commedie di Ercole Bentivoglio I fantasmi e Il geloso, le traduzioni de La vanità delle scienze di Cornelio Agrippa o di Due dialoghi di Luciano, per andare, negli anni, a curare anonimamente la pubblicazione dei Nicomediana di Calvino e i Commentarii del protestante Johannes Sleidanus, una storia dello sviluppo della Riforma fino alla Pace di Augusta, siglata nel 1555.
Secondo il piano di una collana appositamente dedicata, nel 1545 uscì dal Giolito un'antologia di poeti contemporanei e curò Il Corbaccio o Laberinto d'amore del Boccaccio, mentre per i tipi dell'editore Girolamo Scotto uscirono gli ormai classici Morgante maggiore del Pulci e l'Orlando innamorato. In quest'ultimo operò una revisione della lingua, traducendo i lombardismi in toscano e ammodernando la stessa sintassi di Boiardo. Un'operazione non nuova e non infrequente nelle edizioni dell'epoca - si pensi alle modifiche cui furono soggette le Canzoni dei poeti siciliani del XIII secolo - ma che qui si radicalizza fino al rifacimento di molte ottave. Un'operazione ancora più estrema sul testo dell'Orlando innamorato era stata già compiuta tre anni prima da Berni, ma l'edizione più moderata di Domenichi - del resto il titolo è L'Orlando innamorato [...] riformato da Lodovico Domenichi - fu per tre secoli il testo di riferimento del poema del Boiardo.

### A Firenze

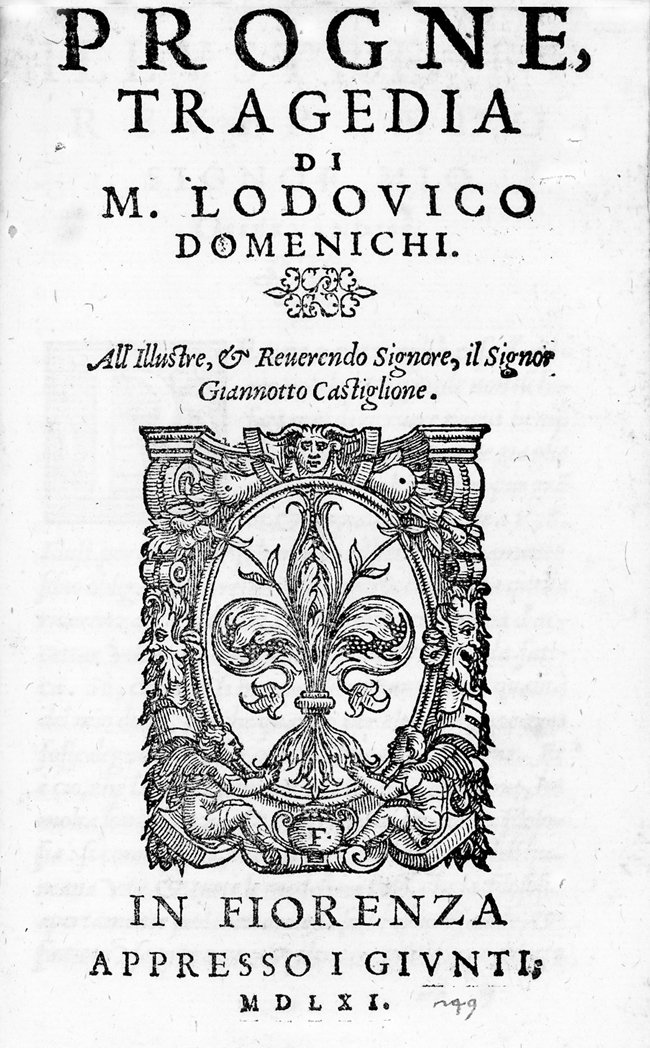
Progne, tragedia di Domenichi

Nel marzo del 1546 Domenichi si trasferì a Firenze, recando con sé il Terzo libro delle lettere di Pietro Aretino, che in cambio si premurava di raccomandarlo agli amici fiorentini. La loro corrispondenza, tuttavia, e si direbbe anche la loro amicizia, s'interruppe subito dopo, forse per essergli giunte alle orecchie certe critiche dell'Aretino sulle qualità delle sue traduzioni, come sembra dedursi dalla difesa che Domenichi fa della sua traduzione di Polibio nella dedica, del 3 agosto 1546, dell'opera al duca Cosimo, e come è espresso apertamente in un passo del suo dialogo Dei Rimedj d'Amore: «Le sei Giornate dell'Aretino, le Cortigiane, e simili altre Opere vituperose, oltre che giudiciosamente sono state proibite da chi ha potuto, quando anche fussero lecite, e concesse, per nessun modo vi capitino inanzi, perché da esse non si può imparare che disonestà et lascivia, e cose tutte contrarie a' buoni costumi».
Fu curatore e traduttore in volgare dal latino e dal greco, lavorando con i maggiori editori del XVI secolo: Francesco Marcolini, i Giunti, Lorenzo Torrentino, ecc. Si trovava a Firenze alla fine del 1547, come si inferisce dalla dedica della sua traduzione di Paolo Diacono, pubblicata a Venezia nel 1545.
Nel 1552 fu condannato alla reclusione a vita per aver tradotto e stampato l'Excuse de Iean Calvin à messieurs les Nicodemites sur la complaincte qu'ilz font de sa trop grand' riguer, un opuscolo di Giovanni Calvino contro il Nicodemismo; venne liberato anni dopo dal duca Cosimo I de' Medici su istanza di Paolo Giovio. Tiraboschi riteneva che in realtà fosse stato proprio il duca ad averlo voluto in carcere, per motivi politici.
Lodovico Domenichi dedicò nel 1555 al duca di Urbino Guidobaldo II, la sua traduzione delle Vite di Plutarco. Fu Dominici ad aver pubblicato per primo, nel 1558, Il Pecorone di ser Giovanni Fiorentino. Realizzò un rifacimento in lingua volgare dell'Orlando innamorato, ormai incomprensibile e una raccolta di Dialoghi di Luciano di Luciano, diverse raccolte di rime e lavori teatrali.
Domenichi è stato accusato spesso di plagio: per es. la tragedia Progne, pubblicata a suo nome nel 1561, in realtà era stata scritta da Gregorio Correr, mentre il saggio Della difesa delle donne era stato composto in realtà dal letterato pistoiese Domenico Bruni che aveva consegnato il manoscritto a Domenichi per ottenerne un giudizio critico.

## Opere

### Scritti

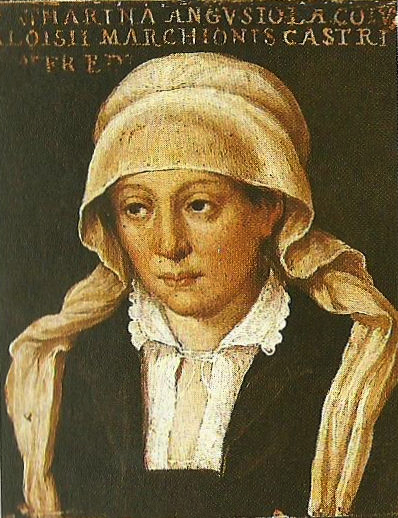
Caterina Anguissola, celebrata per la sua bellezza ne La Nobiltà delle Donne.

- Rime di M. Lodovico Domenichi, Venezia, Gabriel Giolito de Ferrari 1544
- La Nobiltà delle Donne di M. Lodovico Domenichi, Venezia, Gabriel Giolito di Ferrarii 1549 (ristampe 1551 e 1554)
- Historia di M. Lodovico Domenichi de' detti, e fatti notabili di diversi Principi, et Huomini privati moderni, divisa in Libri XII, Venezia, Gabriel Giolito de Ferrari 1556
- La Progne, Tragedia di M. Lodovico Domenichi, Firenze, Giunti 1561
- Detti, et fatti di diversi Signori, et persone private, i quali comunemente si chiamano Facetie, Motti, et Burle, raccolti per M. Lodouico Domenichi, Firenze, Lorenzo Torrentino 1562
- Dialoghi di M. Lodovico Domenichi, cioè d'Amore, della vera Nobiltà, de' Rimedj d'Amore, dell'Imprese, dell'Amor fraterno, della Corte, della Fortuna, et della Stampa, Venezia, Gabriel Giolito de' Ferrari 1562
- La Donna di Corte di Lodovico Domenichi, Lucca, Busdrago 1564
- Le due Cortigiane commedia di M. Lodovico Domenichi, Firenze, Torrentino 1565 (altre edizioni, Venezia, Domenico Ferrari 1567 e Venezia, Sebastiano Combi 1609)
- Domenichi, Lodovico, Facetie, Motti, et Burle, di diversi signori et persone private, In Venetia, Appresso Andrea Muschio, 1571.

### Traduzioni
- Santo Agostino, del bene della Perseveranza, tradotto per M. Lodovico Domenichi, Venezia, al Segno del Pozzo 1544
- Historia di Bernardo Giustiniano dell'Origine di Venetia, tradotta da M. Lodovico Domenichi, Venezia 1545
- La prima Guerra de' Cartaginesi co' Romani, scritta latinamente da Lionardo Aretino, e tradotta da M. Lodovico Domenichi, Venezia, Gabriel Giolito de' Ferrari 1545
- Polibio Istorico Greco, dell'Imprese de' Greci, degli Asiatici, de' Romani, e di altri, con due frammenti delle Repubbliche, e della grandezza di Roma, tradotto per M. Lodovico Domenichi, Venezia, Gabriel Giolito 1545
- Polibio Istorico Greco, dell'Imprese ec., con gli undici Libri ritrovati di nuovo, tradotti per M. Lodovico Domenichi, e dal medesimo riformati, e corretti con le postille, e con la Tavola copiosa, Venezia, Gabriel Giolito 1545
- La Pittura di Leon Battista Alberti tradotta per M. Lodovico Domenichi, Venezia, Gabriel Giolito de' Ferrari 1547
- Arrigo Cornelio Agrippa, della Vanità delle Scienze, tradotto per M. Lodovico Domenichi, Venezia 1547 (ristampe 1549 e 1552)
- Le Opere Morali di Senofonte, tradotte per M. Lodovico Domenichi, Venezia, Gabriel Giolito 1547
- I sette Libri di Senofonte dell'impresa di Ciro Minore, tradotti per M. Lodovico Domenichi, Venezia, Giolito 1548
- I Fatti de' Greci di Senofonte, tradotti per M. Lodovico Domenichi, Venezia, Gabriel Giolito 1548
- Senofonte, della Vita di Ciro Re de' Persi, tradotto per M. Lodovico Domenichi, Venezia, Gabriel Giolito 1548
- Due Dialoghi di Luciano, nuovamente tradotti per M. Lodovico Domenichi, Firenze, [Torrentino] 1548
- Paolo Diacono della Chiesa d'Aquileja, dell'Origine, e Fatti de' Re Longobardi, tradotto per M. Lodovico Domenichi, Venezia, Gabriel Giolito 1548 (ristampa 1558)
- Le Vite di Leone X, e di Adriano VI Pontefici, e del Cardinale Pompeo Colonna, scritte per Paolo Giovio Vescovo di Nocera, e tradotte da Lodovico Domenichi, Firenze, Lorenzo Torrentino 1549 (ristampa Venezia, Giovanni de' Rossi 1557)
- Vite de' XII Visconti Principi di Milano di Paolo Giovio, tradotte da Lodovico Domenichi, Venezia, Gabriel Giolito de' Ferrari 1549 (ristampa 1588)
- La Vita di Sforza valorosissimo Capitano, che fu Padre del Conte Francesco Sforza Duca di Milano, scritta per Monsignor Paolo Giovio Vescovo di Nocera, e tradotta per M. Lodovico Domenichi, Venezia, Gabriel Giolito de' Ferrari 1549 (ristampa 1588)
- Il Fatto d'arme fra i Principi Italiani, e Carlo VIII Re di Francia al Fiume Taro, insieme coll'assedio di Novara, scritto già latinamente per Alessandro Benedetti Veronese, e tradotto in Italiano da M. Lodovico Domenichi, Venezia, Gabriel Giolito de' Ferrari 1549
- La Vita di Consalvo Ferrando di Cordova, detto il Gran Capitano, scritta da Paolo Giovio, e tradotta per M. Lodovico Domenichi, Firenze, Torrentino 1550 (ristampa Venezia, Lodovico di Avanzi aal'insegna dell'Albero 1557)
- Severino Boetio, de' Conforti Filosofici, tradotti da M. Lodovico Domenichi, Firenze, Lorenzo Torrentino 1550 (ristampa Venezia, Gabriel Giolito 1562 e 1563)
- Aristea, de' settanta Interpreti, Scrittor Greco tradotto per M. Lodovico Domenichi, Firenze, Lorenzo Torrentino 1550
- L'Istorie del suo tempo di Monsignor Paolo Giovio da Como Vescovo di Nocera, tradotte da Lodovico Domenico, Firenze, Lorenzo Torrentino 1558
- La vita di Ferrando Davalo Marchese di Pescara, scritta per Monsignor Paolo Giovio Vescovo di Nocera, e tradotta per M. Lodovico Domenichi, Firenze, Lorenzo Torrentino 1551
- I Costumi, et la Vita de' Turchi di Gio. Antonio Menavino Genovese da Vultri, con una Prophetia, et altre cose Turchesche, tradotte per M. Lodovico Domenichi, Firenze, Lorenzo Torrentino 1551
- I Commentarj di Theodoro Spandugino Cantacusceno Gentilhuomo Costantinopolitano, dell'Origine de' Principi Turchi, et de' costumi di quella Nazione, Firenze, Lorenzo Torrentino 1551
- Gli Elogi: Vite brevemente scritte d'Huomini illustri di Guerra antichi, et moderni, di Monsignor Paolo Giovio Vescovo di Nocera, tradotte per M. Lodovico Domenichi, Firenze, Lorenzo Torrentino 1554 (ristampa Venezia, Giovanni de' Rossi 1557)
- Il paragone della Vergine, e del Martire, ed una Oratione di Erasmo Roterodamo a Gesù Christo, tradotti per Lodovico Domenichi, con una Dichiarazione sopra il Pater nostro di Giovanni Pico della Mirandola, tradotta per Frosino Lapino, Firenze, Torrentino 1564
- Le Vite di Plutarco Cheroneo degli Huomini illustri Greci, et Romani, tradotte per Lodovico Domenichi, Venezia, Gabriel Giolito, e Fratelli 1555
- Decimo Libro dell'Eneide, in L'Opere di Virgilio, cioè la Bucolica, la Georgica, e l'Eneide, nuovamente da diversi eccellentissimi Autori tradotte in versi sciolti, e con ogni diligenza raccolte da Lodovico Domenichi, Firenze, Giunti 1556 (ristampa Venezia, Onofrio Ferrari 1559)
- Commentario delle cose di Ferrara, e de' Principi d'Este di Gio. Battista Giraldi, tradotto di Latino in Volgare per Lodovico Domenichi, Firenze, Torrentino 1556
- Dialogo delle Imprese Militari, et Amorose di Monsignor Paolo Giovio, tradotto da M. Lodovico Domenichi, con un Ragionamento dello stesso Domenichi nel medesimo soggetto ec., Venezia, Gabriel Giolito de' Ferrari 1557
- Vite de' Principi di Venezia, scritte da Pietro Marcello, e tradotte da Lodovico Domenichi, Venezia, Plinio Pietrasanta 1557
- La Vita della Marchesa di Pescara, scritta dal Giovio, e tradotta dal Domenichi, Venezia 1557
- Opere Morali di Plutarco, nuovamente tradotte per Lodovico Domenichi, Lucca, Vincenzo Busdrago 1560
- Istoria Naturale di C. Plinio Secondo, tradotta per Lodovico Domenichi, Venezia, Gabriel Giolito 1561
- I due Trattati della Gratia, e del Libero Arbitrio di S. Agostino Vescovo d'Hippona, a Valentino, ed a' Monaci, che erano con lui, tradotti da M. Lodovico Domenichi, Firenze, Bartolommeo Sermartelli 1563

### Edizioni curate da Lodovico Domenichi
- Rime diverse di molti eccellentissimi Autori, nuovamente raccolte, Libro I, Venezia, Gabriel Giolito de' Ferrari 1545
- La Vita di Esopo tradotta, e adornata dal Conte Giulio Landi, Venezia, Giolito 1545
- L'Orlando innamorato di Matteo Maria Boiardo Conte di Scandiano, riformato da Lodovico Domenichi, Venezia, Girolamo Scotto 1545
- Il Morgante Maggiore di Luigi Pulci, nuovamente stampato et corretto per M. Lodovico Domenichi, con gli Argomenti, e le figure, Venezia, Girolamo Scotto 1545
- Il Corbaccio di M. Giovanni Boccaccio di nuovo corretto, Venezia, Giolito 1545
- Il Geloso, Commedia d'Hercole Bentivoglio, Venezia, Giolito 1545
- Il Petrarca con l'esposizione di Alessandro Vellutello, Venezia, Giolito 1547
- Rime di Remigio Fiorentino, Venezia 1547
- Rime di Laura Terracina, Venezia, Giolito 1548
- Ragionamenti di M. Agnolo Firenzuola Fiorentino, Firenze, Bernardo Giunti 1548
- Apulejo, dell'Asino d'oro tradotto per Agnolo Firenzuola, Firenze, Giunti 1549 (ristampa Venezia, Gabriel Giolito de' Ferrari 1550)
- La Trinuzia, Commedia di Agnolo Firenzuola, Firenze, Giunti 1549
- I Lucidi, Commedia di Agnolo Firenzuola, Firenze, Giunti 1549
- L'Assioco, ovvero Dialogo del dispregio della Morte, tradotto da Giovanni Vincenzo Belprato, Firenze [s. i. l. d.]
- L'Idea del Teatro di Giulio Delminio Camillo, Firenze, Lorenzo Torrentino 1550
- Matteo Villani, Cronica Universale de' suoi tempi, Firenze, Lorenzo Torrentino 1554
- L'Opere di Virgilio, cioè la Bucolica, la Georgica, e l'Eneide, nuovamente da diversi eccellentissimi Autori tradotte in versi sciolti, Firenze, Giunti 1556 (ristampa Venezia, Onofrio Ferrari 1559)
- Il Cortigiano di Baldassar Castiglione, rivisto da Lodovico Domenichi, Venezia, Giolito, 1556
- Il Pecorone di Giovanni Fiorentino, Milano, Gio. Antonio degli Antonj, 1558
- Orazione di Giovanni Guidiccioni alla Repubblica di Lucca, con alcune Rime di esso, Firenze [s. i. s.], 1558
- Rime diverse di alcune Nobilissime, et Virtuosissime Donne, raccolte per M. Lodovico Domenichi, Lucca, Vincenzo Busdrago, 1559
- Lettere Volgari di Monsignor Paolo Giovio Vescovo di Nocera, raccolte per M. Lodovico Domenichi, Venezia, Gio. Battista e Marchiò Sessa, 1560
- La Floria dell'Arsiccio Intronato [commedia di Antonio Vignali], Firenze, Giunti, 1560
- La Cecca di Girolamo Razzi, Firenze, Torrentino, 1563
- Le Azioni Morali dell'illustrissimo Signor Conte Giulio Landi Piacentino, Venezia, presso i Gioliti, 1564
- La Spada della Fede, per difesa della Chiesa Cristiana, contra i nemici della Verità, cavata dalle Sante Scritture ec. per Frate Niccolò Granier Religioso di S. Vittorio, tradotta da M. Antonio Buonagrazia Canonico di Pescia, e Protonotario Appostolico, Venezia, Giolito 1564